# Andreas Dittmer
Andreas Dittmer (ur. 16 kwietnia 1972 w Neustrelitz) – niemiecki kajakarz, kanadyjkarz, wielokrotny medalista olimpijski.

## Kariera sportowa
Pierwszy medal mistrzostw świata wywalczył w 1991, jako członek czwórki. W następnych latach pływał w dwójce wspólnie z Gunarem Kirchbachem. Zdobyli złoto MŚ w 1994 oraz igrzysk w Atlancie. Od 1997 Dittmer startuje w jedynce (C-1). W tym samym roku wywalczył swój pierwszy tytuł mistrza świata w tej konkurencji. Na początku lepsze wyniki osiągał na dystansie 1000 metrów, jednak w Atenach wygrał wyścig na 500 metrów. Rok wcześniej podczas mistrzostw świata zwyciężał na obu dystansach.

## Starty olimpijskie (medale)
Atlanta 1996
- C-2 1000 m - złoto

Sydney 2000
- C-1 1000 m - złoto
- C-1 500 m - brąz

Ateny 2004
- C-1 500 m - złoto
- C-1 1000 m - srebro